# Uvijuša
Uvijuša (lat. Vallisneria), rod vazdazelenih vodenih trajnica iz porodice žabogrizovki (Hydrocharitaceae; vodarnice) kojemu pripada desetak vrsta, od kojih je jedna zastupljena i u Hrvatskoj, to je zavinuta uvijuša (Vallisneria spiralis), koja raste po Mediteranskim zemljama Afrike i Europe.
Poznata vrsta među uvijušama je i orijaška uvijuša (Vallisneria nana), čiji je sinonim Vallisneria gigantea.

## Vrste
1. Vallisneria americana Michx.
2. Vallisneria anhuiensis X.S.Shen
3. Vallisneria annua S.W.L.Jacobs & K.A.Frank
4. Vallisneria australis S.W.L.Jacobs & Les
5. Vallisneria caulescens F.M.Bailey & F.Muell.
6. Vallisneria densiserrulata (Makino) Makino
7. Vallisneria erecta S.W.L.Jacobs
8. Vallisneria longipedunculata X.S.Shen
9. Vallisneria nana R.Br.
10. Vallisneria natans (Lour.) H.Hara
11. Vallisneria rubra (Rendle) Les & S.W.L.Jacobs
12. Vallisneria spinulosa S.Z.Yan
13. Vallisneria spiralis L.
14. Vallisneria triptera S.W.L.Jacobs & K.A.Frank